# 神道夢想流杖術

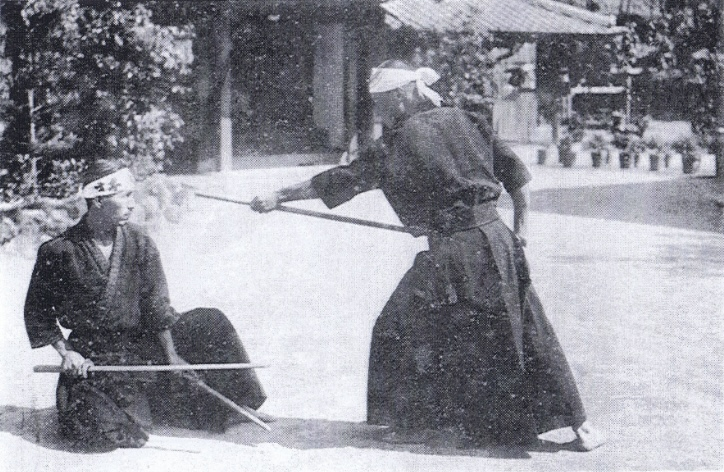
神道夢想流杖術

神道夢想流杖術（しんとうむそうりゅうじょうじゅつ）は、日本の杖術の流派。江戸時代初期の武芸者、夢想権之助が創始した。江戸時代には真道夢想流棒術、新当夢想流棒術という名であった。古流杖術では最も普及した流派であり、現代杖道や警杖術の母体となった。

## 歴史
流祖夢想権之助は新當流を櫻井吉勝のもとで極めたのち、工夫をかさね当流を生み出した。伝承によれば、筑前宝満山に参籠のおり夢中に童子が現れ「丸木をもって水月を知れ」という神託を得たとされている。『海上物語』と『二天記』では、夢想権之助は宮本武蔵に敗れたとされているが、当流の口伝では、後日に権之助が宝満山の竈門神社で祈願し杖術の研究を重ね、再び武蔵と立会い、ついに破った後に開いたと伝える（二度目は引き分けとも）。
当初、真道夢想流と称していたが五代原田兵蔵が自身の工夫を加え新當夢想流と改称した。永富幸四郎のころよりおおいに隆盛し、伝書の整理が行われた。以降徐々に神道夢想流と称されるようになった。1796年に永富幸四郎の門下の大野久作が春吉地区の、小森清兵衛が地行地区の男業師役に任用され、以降1902年に統一されるまで二系統にて伝承されることとなった。
福岡藩で主に下級武士が学ぶ捕手術である「男業（だんぎょう）」のひとつとして伝えられてきたが、明治維新後、白石範次郎や内田良五郎（内田良平の父）らによって全国普及の端緒が開かれ、昭和に入って白石の弟子、清水隆次、高山喜六、乙藤市蔵らは大日本武徳会に参加し、本格的な全国普及が行なわれた。中山博道とその弟子も神道夢想流杖術の普及に大きな影響を与えた。
清水は福岡県から上京して警視庁に奉職し、警杖術を指導した。太平洋戦争後、清水は逮捕術制定の委員を務め、逮捕術の警杖術技は神道夢想流杖術がもととなった。昭和31年（1956年）、全日本杖道連盟は全日本剣道連盟に加盟し、全日本剣道連盟杖道の母体となった。
昭和以降は清水隆次、高山喜六、乙藤市蔵系統のものしか残っていない。

## 術技
杖術だけでなく、神道流剣術を含み、一達流捕縄術、一角流十手術、一心流鎖鎌術、内田流短杖術、中和流短剣術が併伝されている。
杖術の技法は手の内の打突を主とし、相手を打ち倒し殺す技ではない。攻撃点は当て身において即倒させる部位であり、殺さずに捕える捕手術の特徴が表れている。杖は突き、払い、打ちの千変万化の技を繰り出すことができる。

### 形
杖術
- 表：　12本
- 中段：　12本
- （乱合：　2本）
- 影：　12本
- 五月雨：　6本
- （五本の乱：　5本）
- 仕合口(奥)：　12本
- 極意：　5本

剣術
- 大太刀：　8本
- 小太刀：　4本

## 懸念
全日本剣道連盟杖道有資格者が神道夢想流有資格者とは限らない。
無資格者の指導による、当流と全日本剣連連盟杖道との交雑化が懸念される。
学ぶ上で道場は吟味する必要がある。

## 証書
- 奥入証：　奥の稽古を始めたときに授与される。形態は切紙。
- 初目録：　奥伝が終わった者の心技の程度により授与される。五月雨までの教授を許可する内容。
- 後目録：　心技の程度により授与される。
- 免許：　極意を一本学んだときに授与される。極意を五本とも学んだ時に皆伝という。